# Waiting for a Girl Like You
«Waiting for a Girl Like You» (рус. «Жду девушку, такую как ты») — сингл британско-американской рок-группы Foreigner, вышедший в 1981 году на лейбле Atlantic Records. Песня стала третьим синглом с альбома 4 (1981).

## Описание песни
Композицию написали Мик Джонс и Лу Грэмм, а продюсировал её Роберт Джон «Матт» Ланг, ранее работавший с AC/DC, Def Leppard и многими другими музыкантами. «Waiting for a Girl Like You» стала одной из самых известных песен Foreigner, она достигла второй позиции в чарте Billboard Hot 100 и продержалась на ней десять недель. В чарте Hot Mainstream Rock Tracks песня заняла первое место. Добилась успеха песня и в чарте Hot Adult Contemporary Tracks, здесь она заняла пятую строчку. В Великобритании сингл поднялся на 8 строчку.
Американская ассоциация звукозаписывающих компаний присвоила синглу платиновый статус.
Текст песни повествует об одном парне, который ждет девушку своей мечты. Его сердце разбито, но он не сдается и верит, что однажды девушка его мечты войдет в его жизнь и эта нежная любовь будет длиться вечно.

## Список композиций
Грампластинка
| №  | Название                      | Длительность |
| -- | ----------------------------- | ------------ |
| 1. | «Waiting for a Girl Like You» | 4:49         |
| 2. | «I'm Gonna Win»               | 4:51         |

## В популярной культуре
- Песня включена в саундтрек фильма «Свободные»[4].
- Песня звучит на вымышленной радиостанции Emotion 98.3 в видеоигре Grand Theft Auto: Vice City[5], а также она звучит в играх RoadKill и Karaoke Revolution Party.
- Кавер-версию этой песни записал Марк Салинг, она также звучит в эпизоде телевизионного шоу Pot O’ Gold.
- Рик Спрингфилд записал собственную версию «Waiting for a Girl Like You», песня вошла в его альбом The Day After Yesterday[6].
- Клифф Ричард исполнил эту песню в своем альбоме 2007 года Love… The Album[7].
- Песня вошла в список «80 величайших песен журнала Billboard»[8].
- В 2007 году Пол Анка записал кавер-версию для собственного альбома Classic Songs, My Way[9].

## Чарты
| Страна                            | Место |
| --------------------------------- | ----- |
| Австралия (ARIA Charts)           | 3     |
| Австрия (Ö3 Austria Top 40)       | 16    |
| Бельгия (Ultratop)                | 18    |
| Великобритания (UK Singles Chart) | 8     |
| Германия (Media Control Charts)   | 29    |
| Ирландия (IRMA)                   | 9     |
| Канада (RPM)                      | 2     |
| Нидерланды (MegaCharts)           | 13    |
| Новая Зеландия (RIANZ)            | 10    |
| США (Billboard Hot 100)           | 2     |
| США (Adult Contemporary)          | 5     |
| США (Hot Mainstream Rock Tracks)  | 1     |
| Южная Африка (RISA)               | 14    |